# Gobierno de Guayaquil
El gobierno de Guayaquil, o gobierno político y militar de Guayaquil, también referido en varias ocasiones históricas como provincia de Guayaquil, fue una entidad ultramarina indiana del ámbito geográfico costero ecuatorial, integrante del Imperio español con sede administrativa en Santiago de Guayaquil. Siendo aún corregimiento, primeramente, formó parte de la Audiencia de Quito dentro del virreinato del Perú (1538-1717). Después la Audiencia de Quito con Guayaquil fue unido al virreinato de Nueva Granada (1717-1723). Cuando el virreinato de Nueva Granada fue suprimido en 1723, Guayaquil como parte de la Audiencia de Quito formó parte del Virreinato del Perú nuevamente (1723-1739). En 1739, el virreinato de Nueva Granada se erigió de nuevo y Guayaquil por segunda vez se reincorpora siendo al mismo tiempo integrante de la Audiencia de Quito. El gobierno de Guayaquil se constituyó en 1764 sobre territorios que formaban parte de los tribunales del corregimiento de Guayaquil y la adhesión de territorios adyacentes a su órbita posterior a su conformación institucional. En el 7 de julio de 1803 por Real Orden, confirmado en 1808, el Gobierno, los asuntos militares y el comercio de Guayaquil fueron segregados del virreinato de Nueva Granada y pasaron a formar, nuevamente, parte del Virreinato del Perú. Posteriormente con la cédula de 1819 pasaría a formar parte del Virreinato de Nueva Granada.
El Gobierno de Guayaquil desapareció tras la proclama de independencia del 9 de octubre de 1820, la cual marcó el fin del dominio español. Sus territorios pasaron a integrar la Provincia Libre de Guayaquil.

## Historia

### Gobierno político y militar del virreinato peruano

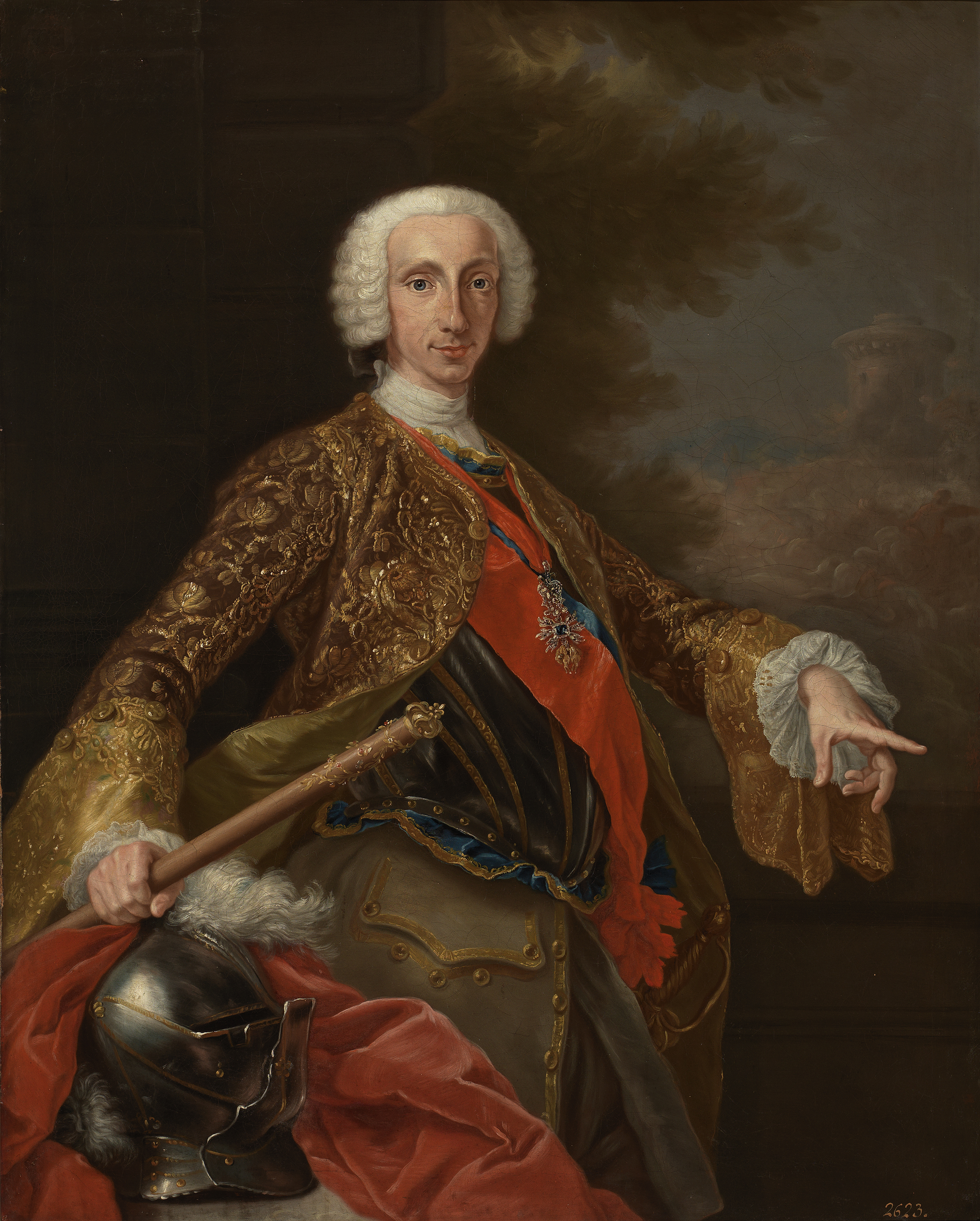
Carlos III de España o Carlos de Borbón-Farnesio, que fue Infante de España, Rey de Nápoles y Sicilia, Duque de Toscana, Parma, Piacenza, Guastalla y Castro aquí retratado por Giuseppe Bonito. Este monarca español mandó crear la Gobernación de Guayaquil en 1764.

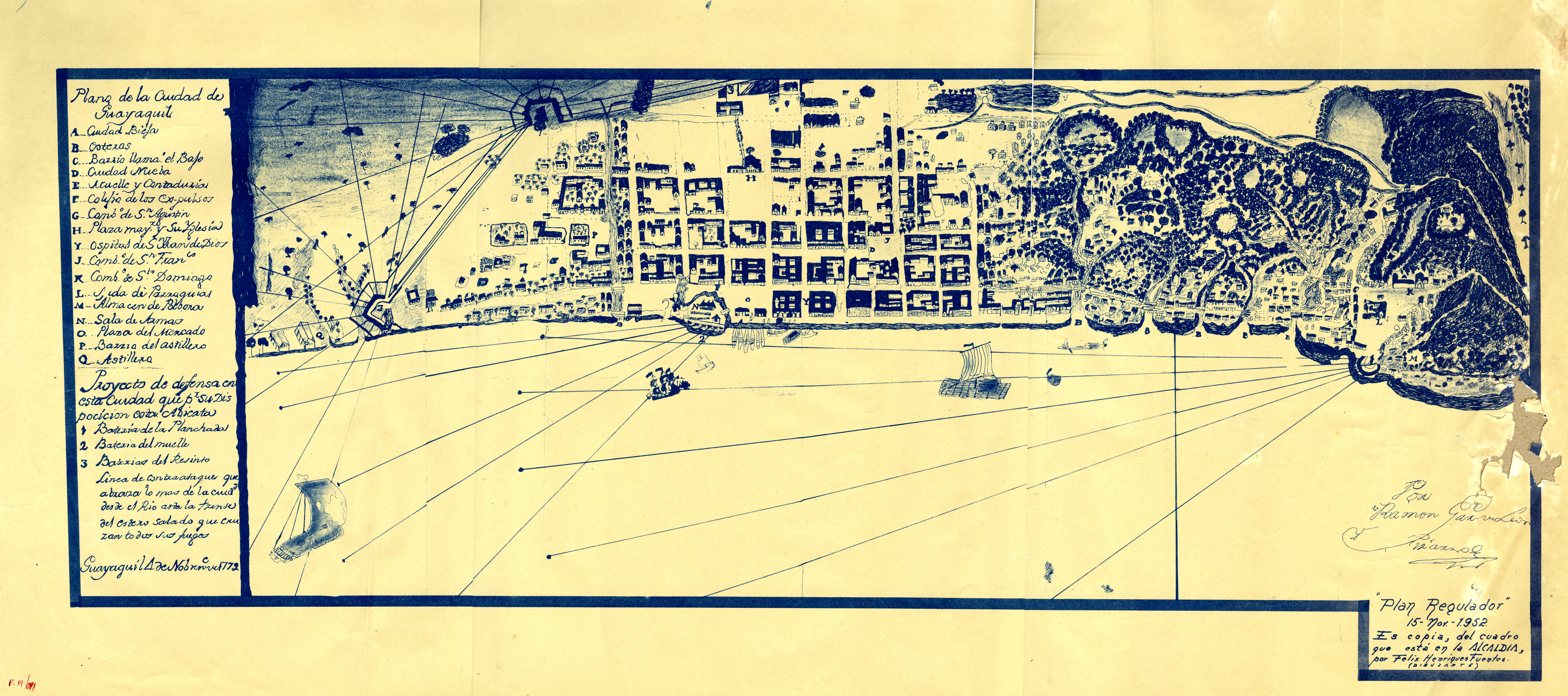
Plano de Guayaquil datado a 4 de noviembre de 1772.

El 5 de abril de 1764 por órdenes del Rey Don Carlos III de España territorios que formaban parte del Corregimiento de Guayaquil sirvieron para la creación del Gobierno de Guayaquil, estableciéndose que el gobernador debería tener al menos el grado de teniente coronel y durar 5 años en su puesto. 
Gobernadores:
- Juan Antonio Zelaya y Vergara (1763 - 1771)
- Francisco de Ugarte (13 de enero de 1772 - 1776) falleció en la ciudad el 13 de septiembre de 1781.[5]
- Ramón de Carvajal (1776 - 1778)
- Ramón García de León y Pizarro (1779 - 1789)
- José de Aguirre e Irrisarri (7 de marzo de 1790 - 1795)
- Juan de Mata y Urbina (5 de febrero de 1796 - 1803)
- Bartolomé Cucalón (1804 - 1810)
- Juan Y. Pascual (1811 - 1816)
- Juan Manuel de Mendiburu y Medrano (1817 - 1820) falleció en la ciudad el 15 de junio de 1820.[6]
- Pascual Vivero (1820 - 8 de octubre de 1820)

### Jurisdicción mercantil y judicial del virreinato neogranadino

#### Antecedentes
Cuando el virrey del Perú Francisco de Toledo el 22 de diciembre de 1574 reorganizó los corregimientos, los tribunales del Corregimiento de Guayaquil se hallaban en la jurisdicción de la Real Audiencia de Quito y del Obispado de Quito. El Corregimiento de Guayaquil formó parte del Virreinato del Perú hasta el año 1717. Por la Real Cédula del 27 de mayo de 1717 se creó el Virreinato de Nueva Granada, al cual fue integrado el territorio de la Real Audiencia de Quito y su territorio de Guayaquil. Otra Real Cédula del 5 de noviembre de 1723 suprimió el Virreinato de Nueva Granada y la Real Audiencia de Quito con su territorio de Guayaquil se la devolvió al Virreinato del Perú. El 20 de agosto de 1739 fue restablecido el Virreinato de Nueva Granada incluyendo la Audiencia de Quito y su Gobernación o Provincia de Guayaquil. En el año 1803, el gobierno y militar de la Gobernación de Guayaquil fue segredado de la Audiencia de Quito y del Virreinato de Nueva Granada y transferido al Virreinato del Perú por la Real Orden del Rey de España Carlos IV el 7 de julio de 1803 . Solo la administración mercantil de la ciudad continuó bajo el Virreinato de Nueva Granada. El 9 de octubre de 1820 el Gobierno de la Provincia de Guayaquil se auto-declaró su independencia de España, 2 años antes que la liberación de Quito en 1822 y un año antes de la liberación de Lima en 1821.
Luego de haberse alcanzado la independencia, Quito y Cuenca se anexaron rápidamente a la Gran Colombia, mientras que Bolívar intentaba también la anexión de la Provincia Libre de Guayaquil. Sin embargo, el pueblo de Guayaquil consideraba también los opciones de adherirse al Perú o permanecer independientes. José de San Martín también mostró su deseo de que esta ciudad se una al Perú, motivo por el cual Bolívar decide ingresar a la ciudad con un ejército y esperar a San Martín, a raíz de esto Olmedo se autoexilia. El encuentro de los libertadores, denominado como la Entrevista de Guayaquil se dio el 26 de julio de 1822, y tuvo como resultado los acuerdos de la definición de la independencia peruana y la anexión de Guayaquil a la Gran Colombia. El 31 de julio de 1822, el estado guayaquileño se convirtió en el Departamento de Guayaquil, que a su vez formó parte del Distrito del Sur de la Gran Colombia.

#### Traslados a Quito
Debido a que el 28 de marzo de 1803 la Junta de Fortificaciones de América lo solicitó, el rey Carlos IV emitió la Real Orden del 7 de julio de 1803, por la cual en lo militar el Gobierno de Guayaquil volvió a depender del Virreinato del Perú, aunque la administración mercantil de la ciudad continuó bajo el Virreinato de Nueva Granada, dependiente de Cartagena de Indias. En ese momento el gobernador era José María Cucalón y Aparicio.

Excelentísimo Señor don Miguel Cayetano Soler. Ministro de Ultramar: Entre otras cosas que he consultado a su majestad; la Junta de Fortificaciones de América, sobre las defensas de la ciudad y puerto de Guayaquil, ha propuesto que, a fin de que ésta tenga  con ahorro del real erario, toda la solidez que conviene, debe depender el gobierno de Guayaquil del virrey de Lima y no del de Santa Fe, pues éste no puede darle, como aquel en los casos necesarios, los precisos auxilios, siendo el de Lima por la facilidad y la brevedad con que puede ejecutarlo, quien le ha de enviar los correos de tropas, dinero, pertrechos, armas y demás efectos de que carece aquel territorio; y por consiguiente, se halla en el caso de vigilar mejor, y con más motivo que el de Santa Fe, la justa inversión de los caudales que remita, y gastos que se hagan; a que se agrega que el virrey de Lima, puede según las ocurrencias,, servirse con oportunidad, para la defensa del Perú, especialmente de su capital, de las maderas y demás producciones de Guayaquil, lo que no puede verificar el virrey de Santa Fe. – Y, habiéndose conformado su majestad con el dictamen de dicha Junta, lo aviso a vuestra excelencia; de real orden, para su inteligencia, y a fin de que por su ministerio a su cargo, se expidan las que corresponden a su cumplimiento. Dios guarde a V. E. Por muchos años. Palacio, 7 de julio de 1803. –Josef Antonio Caballero”.

El gobierno de Guayaquil presentó un reclamo al rey, en el Tribunal del Consulado de Cartagena de las Indias, pues consideraba que Guayaquil había sido segregada sólo en los asuntos militares. El rey Carlos IV respondió con la Real Cédula del 10 de febrero de 1806:

Aranjuez, 10 de febrero de 1806.-Señores Prior y Cónsules del Tribunal de Consulado de Cartagena Indias. En vista de lo que consultan Uds. en carta de 25 de marzo del año próximo anterior, sobre la provincia de Guayaquil, a consecuencia de la agregación al virreinato de Lima, debe depender de la parte mercantil de ese consulado o del de dicho Lima; se ha servido Su Majestad, declarar que la agregación es absoluta; y por consiguiente, que la parte mercantil debe depender del mencionado consulado de Lima y no de ése.- Prevéngolo a USS de Real Orden, para su inteligencia y gobierno.- Dios guarde a USS. Miguel Cayetano Soler.- Secretario de Estado y del Despacho Universal de la Real Hacienda.

El 18 de febrero de 1808 el cabildo de Guayaquil solicitó al Rey de España que separe su jurisdicción judicial del Virreinato del Perú y la adhiera al Virreinato de Nueva Granada. El 28 de octubre de 1815 fue reiterado el pedido. Así el 23 de junio de 1819 el rey de España otorgó la petición de que los asuntos de justicia y mercantil de Guayaquil sean adheridos a la Presidencia de Quito, en el Virreinato de Nueva Granada:

Virrey Gobernador y Capitán General de las provincias del Perú y Presidente de mi Real Audiencia de Lima. Conformándose mi Augusto Padre, que esté en gloria, con lo que le propuso la Junta de Fortificaciones de América sobre la defensa de la plaza y puerto de Guayaquil (...); en cuya consecuencia he venido en declarar que estando ya restablecido el Virreynato de Santa Fé y en exercicio de sus funciones el Presidente y Audiencia de Quito á ésta toca atender en todas las causas así civiles y criminales del Gobierno de Guayaquil como en los asuntos de mi Real Hacienda, permaneciendo el mismo Gobierno sujeto en lo militar a ese Virreynato -del Perú-. Y para que esta mi Real determinación tenga su mas puntual cumplimiento, he resuelto preveniros, como por la presente mi Real Cédula os prevengo, dispongais inmediatamente la reposicion de la ciudad de Guayaquil y su provincia al ser y estado en que se hallaba antes de acordar en el año de 1810 vuestro antecesor el Marques de la Concordia su agregación a ese Virreynato. (...) Dada en Madrid á veinte tres de Junio de 1819. YO EL REY.

### Independencia de Guayaquil
Luego de la Revolución Independentista del 9 de octubre de 1820, convocados por el Ayuntamiento de Guayaquil, 57 diputados representantes de todos los pueblos del nuevo Estado, eligieron a José Joaquín de Olmedo como Presidente de la Provincia Libre de Guayaquil, dictándose un "Reglamento Provisorio de Gobierno". Guayaquil pasa después a formar parte de la Gran Colombia.

## Economía
Observadores de la época consideraban que la ciudad en el siglo XVIII era muy bueno en el ámbito de la Industria armamentística de carácter naval:

“El astillero  nació con Guayaquil. Todo lo tenía a la mano: las mejores maderas del  mundo para resistencia, flotación flexibilidad y largura… (y) el arte mismo  de los nativos habilísimos constructores de canoas, piraguas, balsas insumergibles y más seguras y vastas que el arca de Noé…"

Según el cronista del rey Felipe III de España, Pedro de Valencia, su producción para la Armada Real Española en Sudamérica era muy relevante:

"“La fábrica de navíos es continua, y se hacen desde 102 hasta 600 toneladas… (Se paga) al maestro mayor 2 mil reales cada mes y una o dos botijas de vino;  los oficiales ganan 3 y 4 pesos cada día”

Acorde al autor Jean-Paul Deler, era el astillero más importante de Sudamérica y que proveía al Virreinato del Perú la mayor parte de su flota:

"(…) En ‘la pieza maestra’ de la encrucijada de relaciones en los territorios sudamericanos españoles de ultramar; Guayaquil disponía de los  astilleros más importantes de la costa sudamericana y proporcionaba  navíos de combate y de comercio, tanto para la flota real, como para  armadores particulares... Dos tercios de los navíos construidos en el Virreinato del Perú provenían de Guayaquil… Así, en los siglos XVI y  XVII, el puerto fue el punto de concentración secundaria más importante del Perú colonial."

## División administrativa de la Gobernación de Guayaquil (1764-1820)
Consistía en la subdivisión de Partidos con la Jefatura de una Tenencia; es decir un jefe político que representaba a cada partido ante la autoridad del Gobernador como Teniente. Por ellos éstas subdivisiones territoriales eran denominadas oficialmente como Partidos y Tenencias, la primera en honor a la categoría geográfica respecto del Imperio Español y la segunda como nombre secular de autoridad política fundamental dentro de la administración y organización de los territorios. Hasta antes de la independencia de Guayaquil había en concreto 14 partidos jurídicamente definidos con sus respectivas tenencias ejercidas por los Teniente de Partido. Los Partidos y Las Tenencias comprenden las siguientes: 
- Partido y Tenencia de Puerto Viejo, denominado en la antigüedad como Corregimiento de Puerto Viejo cuando Guayaquil aún no se había consolidado territorialmente para pasar a ser la nueva sede superior.
- Partido y Tenencia de Naranjal.
- Partido y Tenencia de Daule o Partido y Tenencia del Daule.
- Partido y Tenencia de la Puná o Partido y Tenencia de la Isla Puná.
- Partido y Tenencia de Palenque.
- Partido y Tenencia de Babahoyo.
- Partido y Tenencia de Santa Elena o Partido y Tenencia de La Punta de Santa Elena.
- Partido y Tenencia de Machala.
- Partido y Tenencia de La Canoa, denominada otras veces como Gobierno de La Canoa o Partido de Caráquez en forma no oficial debido a que en sus inicios fue Tenencia de Gobernación de Su Majestad Católica.
- Partido y Tenencia de Balzar.
- Partido y Tenencia de Yaguachi.
- Partido y Tenencia de Baba.
- Partido y Tenencia de Samborondón.
- Partido y Tenencia de Pueblo Viejo.